# La banda de la mà
La banda de la mà (títol original: Band of the Hand) és una pel·lícula de thriller acció neo noir estatunidenca de 1986 dirigida per Paul Michael Glaser protagonitzada per Stephen Lang, Leon Robinson, James Remar, Lauren Holly i Laurence Fishburne. Està doblada al català.
La partitura de la pel·lícula va ser composta i interpretada per Michel Rubini i la cançó principal va ser escrita i interpretada per Bob Dylan, amb el suport de Tom Petty and the Heartbreakers.

## Argument
Un grup de cinc delinqüents juvenils estan condemnats a ser processats com a adults pels seus crims tret que participin en un "programa" nou i experimental dirigit per un veterà nadiu americà anomenat "Indian Joe" Tegra. Els cinc adolescents inclouen dos líders de bandes rivals, Ruben Pacheco, el líder dels Home Boys que compleix una condemna de tres anys per agressió greu i robatori a mà armada; Moss Roosevelt, el líder dels 27th Avenue players, també compleix una condemna de tres anys, per assalt i robatori a mà armada; Carlos Aragon, un narcotraficant que compleix una condemna de quatre anys després de ser detingut en una batuda policial; James Lee "JL" MacEwen, el més jove i violent dels adolescents, complint una condemna de 10 anys per homicidi involuntari del seu pare abusiu i alcohòlic i diversos càrrecs d'incendi domèstic; i Dorcey Bridger, un lladre de cotxes que compleix més de tres anys per robatori d'automòbils i més de 15 intents de fugida de diverses sales de menors.
Abandonats als pantans, els adolescents han d'aprendre a sobreviure al perillós pantà i a treballar junts. Un cop finalitzat el programa, el grup lloga una casa buida en una zona perillosa de Miami i reconstrueix lentament el barri, expulsant els proxenetes, les prostitutes i els narcotraficants. Això ofen els antics habitants il·legals de la seva casa, tots fidels clients del baró de la droga Cream. El conflicte porta a baralles armades, en les quals Joe és assassinat. Els membres supervivents del grup porten la lluita directament a una instal·lació de fabricació de drogues que està equipada amb un Minigun M-134.

## Repartiment
- Stephen Lang com a Joe Tegra
- Michael Carmine com a Ruben Julian Pacecho
- Lauren Holly com a Nikki
- Leon Robinson com a Moss Roosevelt
- John Cameron Mitchell com a James Lee MacEwen
- Danny Quinn com a Carlos Rene Aragon
- Paul Calderón com a Tito
- James Remar com a Néstor
- Larry Fishburne com a Cream

## Recepció
Els crítics han descrit la pel·lícula com "una mala pel·lícula de vigilants dels anys setanta produïda una dècada massa tard". Als Stinkers Bad Movie Awards de 1986, la pel·lícula va ser nominada a la pitjor pel·lícula però va perdre davant Howard the Duck.